# 2013年半人马座新星
2013年半人马座新星（Nova Centauri 2013），在发现时被称为PNV J13544700-5909080，变星命名法又成为半人马座V1369，是一颗位于半人马座的新星，由澳洲天文爱好者John Seach在2013年12月2日发现。新星发现时的视星等是5.5等， 於12月14日达到最亮的峰值3.3等，是21世纪发现的最明亮新星。